# Бурджиты
Бурджи́ты (араб. المماليك البرجية‎) — вторая мамлюкская династия султанов Египта, сменившая у власти Бахритов. Наименование произошло от башнеобразных казарм (бурдж) каирской цитадели. Основателем династии стал Баркук, бывший пастух из Черкесии, свергнувший последнего из Бахритов и утвердившийся на султанском престоле в 1382 году.
Правление Бурджитов закончилось в 1517 году после завоевания Египта османским султаном Селимом I.
При пятимиллионном населении Египта численность бурджитов была от 50 до 100 тысяч человек. В случае войны мамлюки могли выставить от 2 до 12 тысяч отборных тяжеловооружённых всадников. В число бурджитов-мамлюков входили не только черкесы, но и представители других кавказских народов — абхазы, армяне и другие.
Мамлюки высокомерно относились к местному населению и вели себя будто Сирия и Египет завоёваны ими. Помимо обязательных налогов, бурджиты   по любому поводу устраивали погромы горожан в Каире, отбирали деньги и товары у местных арабских купцов. При подавлении восстаний арабских кочевников-бедуинов мамлюки проявляли особую жестокость.
На протяжении всего периода правления кавказских мамлюков в Египте появлялись оригинальные памятники. В столице султаната насчитывается 40 замечательных памятников, среди которых и мавзолей Баркука, построенный в 1399 году по указанию его сына Фараджа. Известный исследователь истории и культуры Египта Лейн-Пул называл кавказских мамлюков «строителями куполов».

## История

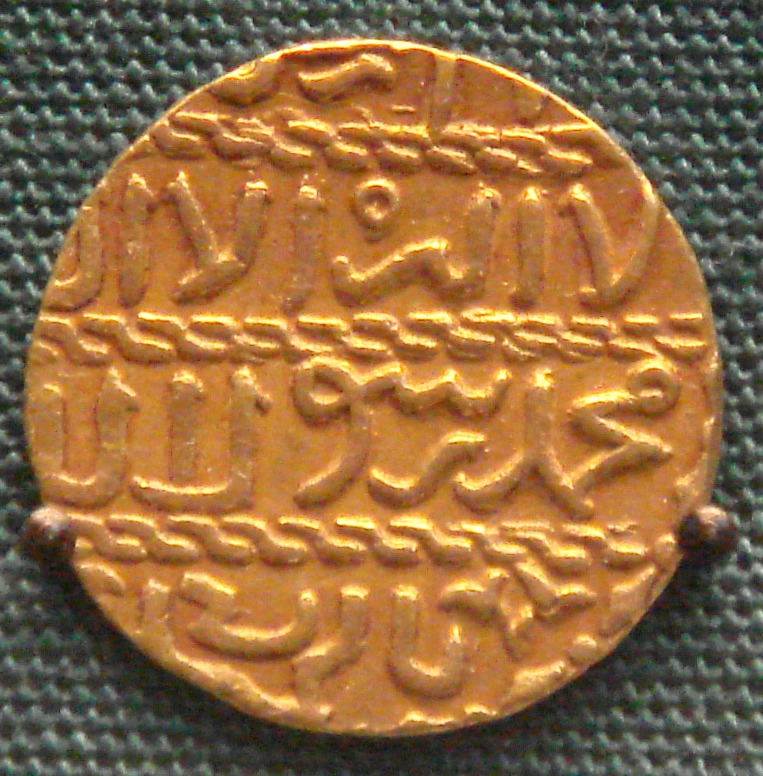
Золотой ашрафи Барсбея

В 1382 году на престоле утвердился первый бурджитский султан Баркук, который свергнул малолетнего бахритского султана Салиха Хаджжи. Придя к власти, Баркук провёл политику выдавливания с высоких государственных постов тюркских мамлюков и назначил на все эмирские должности черкесов. К 1395 году в руках черкесов были сконцентрированы все высшие и средние административные посты султаната, в результате чего правившая 135 лет династия вошла в историю как черкесская династия.
Наследником Баркука стал его сын, рождённый греческой невольницей, Фарадж (1398—1412). При нём в стране развернулась борьба за власть между различными мамлюкскими группировками. Организованный главным эмиром и атабеком (главнокомандующий войсками султаната) Айтамышем и наместником в Сирии эмиром Танамом аль-Хасани заговор был раскрыт, а все наиболее видные его участники, в том числе и вышеупомянутые персонажи, были казнены в мае 1400 года. Справиться с оппозицией Фараджу удалось при помощи османов. Взамен Фарадж уступил султану Баязиду завоёванные им ещё у Баркука города и земли. Воспользовавшись этим, Тамерлан в 1400 году вторгся в Сирию, захватил такие города как Алеппо, Урум-кала, Бахасна и двинулся на Дамаск . Фарадж во главе 30-тысячного войска выдвинулся из столицы и отрядил 12 тысяч в Дамаск, надеясь опередить Тамерлана. Однако, когда Тамерлан приблизился, то султан возвратился в Каир. Преследуемый монголами, Фарадж по утрам приказывал отравлять воду в тех местностях, где ночевал. Из-за гибели людей и скота Тамерлану пришлось прекратить преследование.
В 1405 году Фарадж на несколько месяцев утратил трон. Группа мамлюков возвела на престол брата Фараджа — Абдул-Азиза, но Фараджу удалось арестовать брата и снова стать султаном Египта. В это же время наместник Сирии Джакам объявил себя султаном, но вскоре был убит в одном из сражений. В самом Каире против Фараджа постоянно плелись заговоры. В 1412 году, взяв с собой халифа Аль-Мустаина (1390—1430), Фарадж предпринял неудачный поход в Сирию. Потерпев поражение, он был осаждён в Дамаске, а халиф попал в плен к мятежникам. Мятежники провозгласили Аль-Мустаина султаном Египта, но тот упорно отказывался от этой сомнительной чести. Вскоре Фараджа схватили и он предстал перед судом эмиров. Суд приговорил его к смерти, но Аль-Мустаин помиловал его. Через несколько месяцев наместник Триполи и Дамаска, черкес Шейх аль-Махмуди отстранил халифа от власти и сам стал султаном, восстановив в стране мир и порядок. После смерти Шейха в 1421 году султаном был провозглашён его полуторагодовалый сын Ахмад.

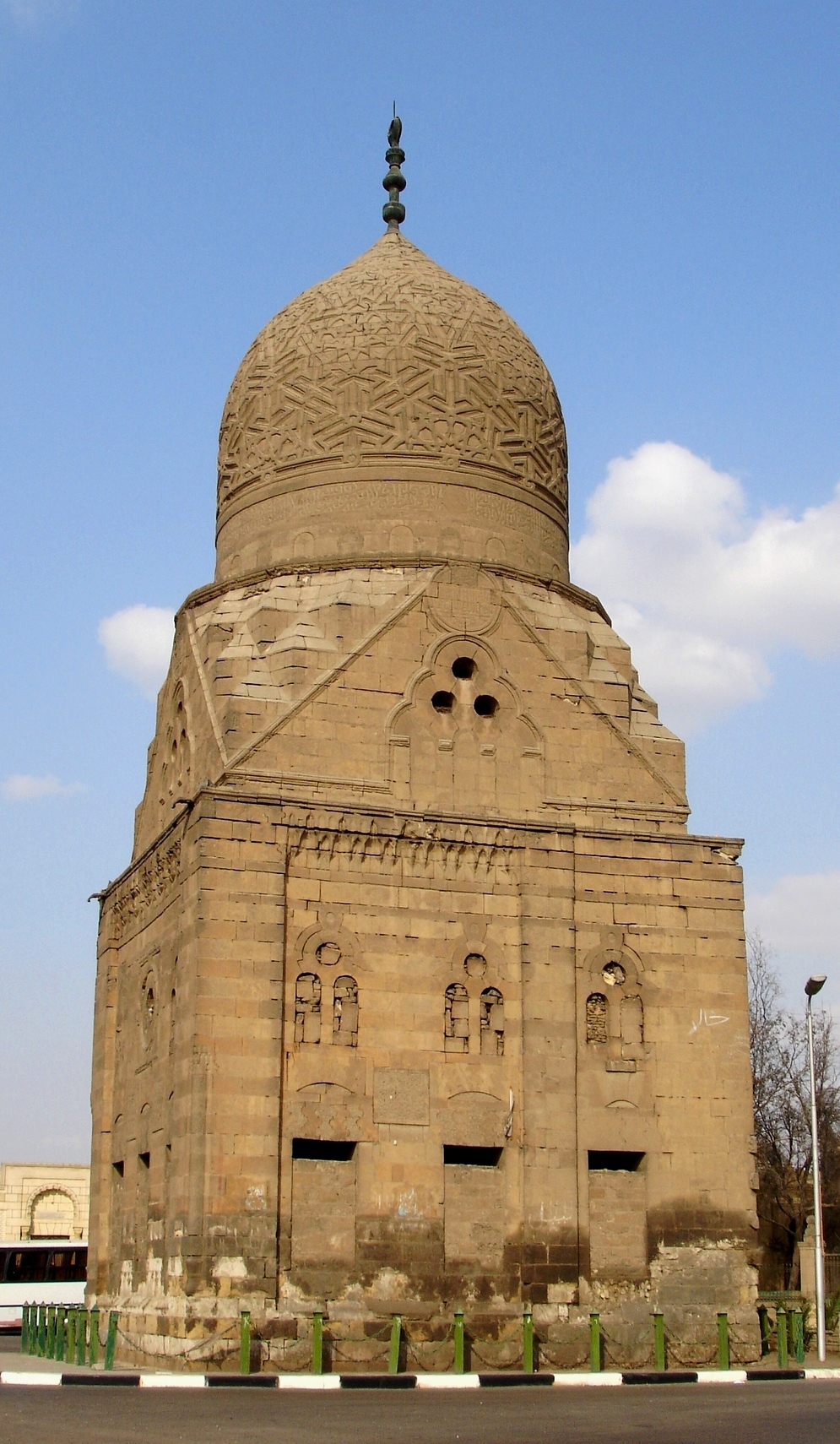
Гробница Аз-Захира Кансуха в Каире

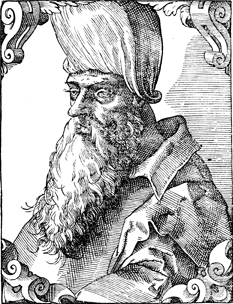
Портрет Туманбея II работы П. Джовио

Почти сразу Ахмад был низложен эмиром Татаром. Он велел казнить всех приспешников Шейха, а через несколько месяцев сам заболел и умер. Перед смертью Татар передал трон своему 10-летнему сыну Мухаммаду I, которого в 1422 году низложил управляющий султанского дворца Барсбой. Последний предпринял три попытки завоевания Кипра, который находился в руках крестоносцев. В 1426 году мамлюкская армия завоевала кипрские города, а король Кипра Янус из династии Лузиньянов был взят в плен. В последние годы правления Барсбоя в Египте началась эпидемия чумы, нашествие саранчи, засуха и голод. После смерти Барсбоя в 1438 году ему наследовал сын Юсуф, который в том же году был смещён своим опекуном Джакмаком.
Джакмак сумел быстро подавить все мятежи в Сирии и начал войну с Родосским орденом, которая закончилась неудачно для мамлюков. В 1453 году Джакмак скончался в возрасте 80 лет и султаном был провозглашён его сын Усман, который был жестоким, глупым и алчным человеком. Через несколько месяцев мамлюки сместили Усмана и провозгласили султаном эмира Инала, который до этого командовал египетским флотом в войне против Родоса. Во время его правления султанские невольники по своему желанию назначали и смещали всех высших чиновников. После смерти Инала в 1461 году к власти пришёл его сын Ахмад II. Через несколько месяцев правления он был свергнут мамлюками, которые возвели на престол управлявшего султанским доменом, грека Хушкадама. Он был мнительным и трусливым человеком и запомнился тем, что на своих противников он обрушил целую лавину убийств, пыток и публичных экзекуций.
После правления Билбая и Тимур-буги, которые служили лишь марионетками в руках мамлюков, в 1468 году к власти пришёл жестокий, но умный и дальновидный черкес Кайт-бей. В 1485 году началась первая война с турками. После выигранных мамлюками сражений, в 1491 году был заключён выгодный для Египта мир, по которому османы отказались от притязаний на Киликию и Альбистан.
После смерти Кайт-бея в 1496 году, в Египте вновь начались ожесточённые междоусобные войны, результатом которых стало четыре сменённых султана за пять лет. Молодой султан Мухаммад II, попытавшийся вооружить египетскую армию огнестрельным оружием был убит в 1498 году в Газе. Его преемник Кансух через два года также был убит. В 1501 при поддержке эмиров трон занял 60-летний Кансух аль-Гаури, который был до этого главным визирем. Кансух аль-Гаури быстро подавил оппозицию, стараясь править гуманно, не злоупотребляя казнями. При помощи чрезвычайных мер пополнил казну, а его двор своим великолепием поражал воображение современников. Построенный в 1503 году новый ипподром стал одним из главных центров мамлюкской общины.
В 1516 году началась вторая война с турками. В августе 1516 года во время сражения на Дабикском поле близ города Алеппо Кансух аль-Гаури был отравлен, после чего некоторые мамлюкские отряды перешли на сторону турок, и египтяне потерпели полное поражение. Через месяц новым султаном был избран Туман-бай, который до этого исполнял обязанности наместника Египта. Турки к этому времени овладели всей Сирией и подступили к границам Египта. Туман-бай в короткие сроки собрал большую армию и 22 января 1517 года при Ридание (близ Каира) состоялось сражение, которое закончилось поражением египтян. Через семь дней Туман-бай с отрядом мамлюков ворвался в Каир и поднял там восстание. Трёхдневные уличные бои завершились почти полным истреблением мамлюкской конницы и пленением Туман-бая. С казнью Туман-бая окончилась история независимого мамлюкского Египта, который стал провинцией Османской империи (см. Египетский эялет).

## Султаны из династии Бурджитов
- аз-Захир Сайф ад-Дин Баркук (1382—1389, 1390—1399)
- ан-Насир Насир ад-Дин Фарадж (1399—1405, 1405—1412)
- аль-Мансур Изз ад-Дин Абд аль-Азиз (1405)
- аль-Адиль аль-Мустаин, аббасидский халиф, провозглашённый султаном (1412)
- аль-Муайяд Сайф ад-Дин Шайх аль-Махмуди (1412—1421)
- аль-Музаффар Ахмад (1421)
- аз-Захир Сайф ад-Дин Татар (1421)
- ас-Салих Насир ад-Дин Мухаммад I (1421—1422)
- аль-Ашраф Сайф ад-Дин Барсбей  (1422—1438)
- аль-Азиз Джамал ад-Дин Юсуф (1438)
- аз-Захир Сайф ад-Дин Джакмак (1438—1453)
- аль-Мансур Фахр ад-Дин Усман (1453)
- аль-Ашраф Сайф ад-Дин Инал (1453—1461)
- аль-Муайяд Шихаб ад-Дин Ахмад (1461)
- аз-Захир Сайф ад-Дин Хушкадам (1461—1467)
- аз-Захир Сайф ад-Дин Бильбей (1467—1468)
- аз-Захир Тимур-буга (1468)
- аль-Ашраф Сейф ад-Дин Кайт-бей (1468—1496)
- ан-Насир Мухаммад II (1496—1498)
- аз-Захир Кансух I (1498—1500)
- аль-Ашраф Джанбалат (1500—1501)
- аль-Адиль Сайф ад-Дин Туман-бай I (1501)
- Кансух аль-Гаури (1501—1516)
- аль-Ашраф Туман-бай II (1516—1517)